# گاتهام (فصل ۵)
فصل ۵ گاتهام پنجمین و آخرین فصل از سریال گاتهام است که در اوایل سال ۲۰۱۹ از شبکه رسانه‌ای فاکس بر روی آنتن رفت.
داستان و ماجراهای پیش آمده در فصل پنجم این سریال، در حقیقت اقتباسی از کمیک No Man's Land و فیلم سینمایی شوالیه تاریکی برمی‌خیزد (The Dark Knight Rises) از سگانه کریستوفر نولان است.
شخصیت‌های این سریال اقتباسی از کمیکهای منتشرشده به‌دست شرکت دی‌سی کامیکس می‌باشد و در زیرمجموعهٔ شخصیت‌های فرنچایز بتمن قرار می‌گیرند. تهیه‌کنندگان این فصل، شرکت وارنر برادرز تله‌ویژن و دی‌سی کامیکس هستند. از بازیگران کلیدی این فصل می‌توان به بن مک کنزی در نقش جیمز گوردون، دانل لوگ در نقش هاروی بولاک، دیوید مازوز در نقش بروس وین، رابین لرد تیلور در نقش آزوالد کابلپات ملقب به پنگوئن و کامرون مانهن در نقش جرمایا ولسکا / جوکر اشاره کرد.
دیوید مازوز(David Mazouz) توانست با بازی در قسمت پایانی این فصل و نشان دادن شخصیت بتمن برای اولین و آخرین بار در طول سریال، هدفی که از اول برای بازی در نقش بروس وین انتخاب شده بود را، به یاد طرفداران بیاورد.
واکنش منتقدان نسبت به این فصل بهتر از فصل قبلی بود و آمار بینندگان در این فصل بیشتر از دو فصل گذشته و مخصوصاً فصل۴ بود. این فصل شامل ۱۲ قسمت می‌شد، در واقع می‌توان گفت که پس از ریزش مخاطبان در اواخر فصل چهارم، فصل پنجم این سریال دوباره طرفداران را مشتاق کرد تا این مجموعه را دنبال کنند، همچنین این سریال در فصل پنجم نمرات بسیار خوبی هم دریافت کرد.
در سایت Rotten Tomatos , فصل پنجم سریال گاتهام توانست از صد در صد، ۸۵ درصد آرای منتقدین و طرفداران را کسب کند که نمره بسیار خوبی به‌شمار می‌رود.
داستان:
پس از سقوط گاتهام و منفجر شدن پل‌ها در قسمت پایانی فصل۴، حال جیمز گوردون و هاروی بولاک باید به کمک بروس وین، آلفرد پنی ورث و افراد اداره پلیس، به جنگ با نیروهای شورشی رفته و گاتهام را از نابودی نجات دهد. سلینا کایل که باری دیگر توانایی نخایی اش را به دست آورده (با کمک پویزن آیوی) و می‌تواند راه برود، به دنبال جرمایا والسکاست و قصد دارد تا با کمک بروس وین که با وی مخالف است، جرمایا را به قتل برساند. همچنین در اوایل این فصل باربارا کین از جیمز گوردون باردار شده و سر و کله شخصی به نام ادواردو دورانس که یک مأمور ارتشی است، پیدا می‌شود. ادواردو ابتدا برای فردی مرموز به نام واکر (که ظاهراً قصد نجات گاتهام و همکاری با جیمز گوردون را داشت) کار می‌کرد و افراد آموزش دیده‌ای هم همراه با خود داشت؛ ولی خیلی زود واکر از هویت واقعی اش رونمایی کرده و مشخص می‌شود که او در واقع، نیسا الغول دختر راس الغول می‌باشد که به بهانه کمک به گاتهام وارد شهر شده و قصد انتقام از بروس وین و باربارا کین (که مسئول قتل راس هستند) را دارد. شخصیت مهم دیگری مانند دستیار جرمایا ولسکا (که هارلی کوئین سریال است)، آقای پِن (دستیار و مدیر برنامه‌های پنگوئن)، ویکتور زز، ادوارد نیگما ملقب به ریدلر و دکتر لزلی تامپکینز هم در این فصل از سریال حضور دارند و نقش‌های مهمی را در طول سریال روایت می‌کنند. تابیتا گالاوان خواهر تئو گالاوان در قسمت ابتدایی این فصل توسط پنگوئن مرد و باربارا هم چندین بار تلاش می‌کند تا پنگوئن را به قتل برساند، اما موفق نشد.
در قسمت پایانی این فصل ما شاهد حضور بتمن هستیم… اتفاقی که خیلی از هواداران سریال انتظار آن را می‌کشیدند. لباس بتمن در این سریال برگرفته از لباس بتمن کریستین بیل در سگانه بتمن کریستوفر نولان است.
جان استفنز شورانر مجموعه تلویزیونی گاتهام در این باره می‌گوید:
فکر کنم این لباس مات‌تر است، اگر بخواهم با لباس‌های دیگر مقایسه‌اش کنم می‌گویم که به ظاهر بتمن در فیلم شوالیه تاریکی برمی‌خیز نزدیک‌تر است. این لباس بیشتر به نوعی مات‌تر و جنگی‌تر است تا اینکه چیزی شبیه به ظاهر بتمن در Suicide Squad (جوخه مرگ) و لباس بن افلک باشد. به نظر شما چقدر پول توانسته‌ایم خرج کنیم تا این لباس ظاهری خوب پیدا کند؟چون نمی‌خواهی که پنج سال زحمت بکشی و یک اپیزود پایانی فوق‌العاده بسازی اما هنگامی که نگاه می‌کنی می‌بینی که ظاهر بتمن به شدت افتضاح است. ما فشار زیادی را تحمل کردیم اما خوشبختانه بخش طراحی لباس ما بی‌نظیر و فوق‌العاده عمل کرد در نتیجه تمام طراحی‌های آنها طی گذشت زمان عالی‌تر می‌شود. در ضمن ما گوش‌های خفاش را کوتاه طراحی کردیم!